# Royals de Victoria
Les Royals de Victoria sont une franchise canadienne de la Ligue de hockey de l'Ouest.

## Histoire
L'équipe est créée en 2011 à la suite du déménagement des Bruins de Chilliwack.

Logo de 2011 à 2023